# Зоделава, Андрей Семёнович
Андрей Семёнович Зоделава (1905—1942) — народный комиссар внутренних дел Северо-Осетинской АССР, старший майор государственной безопасности (1940).

## Биография
Родился в семье грузинского крестьянина-середняка. В ВКП(б) с декабря 1926 (член ВЛКСМ в 1920—1927). Участвовал в работе нелегальных комсомольских организаций в 1920—1921. Информатор ЦК ЛКСМ Грузии с февраля 1922 до февраля 1923. Секретарь организационного отдела Тифлисского горкома ЛКСМ Грузии с февраля 1923 до января 1924. Также секретарь ячейки ЛКСМ Грузии на табачной фабрике имени В. И. Ленина в Тифлисе до 1923. Опять информатор ЦК ЛКСМ Грузии с января до июня 1924.
В 1922—1924 на комсомольской работе в Грузии. В 1924—1930 в Политбюро ЧК Борчалинского, Чиатурского уездов, в Самтредском, Боржомском райотделах ГПУ Грузинской ССР. В 1930—1932 начальник Сенакского райотдела ГПУ Грузинской ССР. В 1932—1936 в ГПУ при СНК ЗСФСР, начальник Спецотдела Полномочного представительства ОГПУ по ЗСФСР и ГПУ при СНК Грузинской ССР — УГБ Управления НКВД по ЗСФСР. В 1936 помощник начальника Контрразведывательного отдела УГБ Управления НКВД по Грузинской ССР. В 1936—1937 начальник 9-го отдела УГБ Управления НКВД по Грузинской ССР. В 1937 заместитель начальника 5-го отдела УГБ Управления НКВД по Грузинской ССР, заместитель начальника Особого отдела ГУГБ НКВД Закавказского военного округа. В 1937—1938 начальник Дорожно-транспортного отдела НКВД Закавказской железной дороги. Избирался членом ЦК Компартии Грузии и депутатом Верховного Совета Грузинской ССР в 1938. В 1938—1939 заместитель наркома внутренних дел Грузинской ССР. В 1939—1941 нарком внутренних дел Северо-Осетинской АССР, затем нарком государственной безопасности Северо-Осетинской АССР, после чего в 1941—1942 опять нарком внутренних дел Северо-Осетинской АССР.
Погиб при въезде в селение Гизель, в результате бомбового авиаудара  «Юнкерсов». Похоронен на кладбище в Тбилиси с воинскими почестями.

### Образование
Окончил высшее начальное училище села Ахуты в 1919. В 1927 кончил 1 курс Тифлисского государственного университета. С 1934 до 1935 учёба в Институте Красной профессуры советского строительства и права. С января до ноября 1936 курсант Центральной школы НКВД СССР.

### Звания
- старший лейтенант государственной безопасности, 13.01.1936;
- капитан государственной безопасности, 19.03.1937;
- майор государственной безопасности, 28.01.1939;[2]
- старший майор государственной безопасности, 14.03.1940.

### Награды
- знак «Почётный работник ВЧК—ГПУ (XV)», 07.06.1937;
- орден Красного Знамени, 26.04.1940;
- орден Красной Звезды, 02.07.1942;
- орден Ленина, 13.12.1942 (посмертно).

Награждён грамотой и почётным боевым оружием в 1927 и 1931, именными золотыми часами в 1934.